# كليمنز كورنيليه
كليمنز جيرارد أنطون كورنيليه (بالهولندية: Clemens Gerard Antoon Cornielje) (ولد في 10 يونيو 1958 في لوبيث) هو سياسي هولندي ومستشار سياسي سابق ومعلم سابق. وهو عضو في حزب الشعب من أجل الحرية والديمقراطية. شغل منصب عضو في مجلس النواب الهولندي من 1994 إلى 2005. وشغل مابين 31 أغسطس 2005 و23 يناير 2019 منصب مفوض الملك لمقاطعة خيلدرلند.
درس كورنيليه البيولوجيا والرياضيات في الجامعة المهنية في نايميخن ليصبح معلمًا في التعليم الثانوي. وهو تابع للكنيسة الكاثوليكية الرومانية، ومثلي الجنس بشكل علني وصوت لصالح زواج المثليين في هولندا وقد طالب بمزيد من الإهتمام بالمثلية الجنسية في التعليم العام.
في بداية عام 2010، تم تشخيص ورم خبيث لدى كورنيليه، مما تطلب منه الاستقالة. لكنه عاد إلى العمل بعد عدة أشهر. وتم تشخيص السرطان مرة أخرى في مايو 2015. و تم في أبريل 2017، اكتشاف ورم في المخ لديه.
في 11 أبريل 2018، أعلن كورنيليه عن نيته الاستقالته كمفوض الملك في 1 فبراير 2019. وبرر ذلك بأن السبب في ذلك فيس مرضه، بل لأنه قد حان الوقت لمن يخلفه. من خلال الإعلان عن رحيله في وقت مبكر، وفقا له، سيكون هناك مساحة كافية للعثور على من يخلفه في الوقت المناسب. وقد أبلغ حزبه السياسي أنه يريد العضوية في مجلس الشيوخ الهولندي.
في 2 أغسطس 2018، تم الإعلان أن كورنيليه استقال مؤقتا من عمله كمفوض للملك بسبب التهاب السحايا. عاد لمنصبه، واستكمل مهامه حتى 23 يناير 2019. تم استبداله رسميًا بـ جون بيرندز في 6 فبراير 2019.
كورنيليه هو أحد ثلاث مثليين بشكل علني شغلوا منصب مفوض الملك في هولندا، الآخران هما يان فرانسن وأرنو بروك.
كورنيليه في علاقة عاطفية مثلية مع بيرتيل نييهوف.